# Nora Daza
Nora Daza (2 december 1928 - Quezon City, 13 september 2013) was een Filipijns chef-kok en restauranthouder.

## Biografie
Nora Daza werd geboren op 2 december 1928. Haar ouders waren ingenieur Alejandro Jose Villanueva en Encarnacion Guanzon, dochter van gouverneur van Pampanga Olimpio Guanzon. Ze studeerde huishoudkunde aan de University of the Philippines en behaalde in 1950 haar bachelor-diploma. Aansluitend studeerde ze in de Verenigde Staten voor restauranthouder aan Cornell University waar ze in 1956 haar master-diploma behaalde.
Tussen 1957 en 1960 jureerde Daza kookwedstrijden die werden georganiseerd door de Manila Gas Corporation. Ook presenteerde ze kookprogramma's op de Filipijnse televisie. Haar programma's "At Home with Nora" en "Cooking It Up with Nora" werden jarenlang uitgezonden en maakten van Daza een landelijke bekendheid. Ze was daarnaast onder meer directeur van de Manila Gas Corporation en columnist van de Manila Chronicle en diverse andere Filipijnse dagbladen en magazines. Ook publiceerde ze enkele kookboeken onder de naam "Let’s Cook with Nora". Later begon ze een keten van exclusieve restaurants met vestigingen in onder meer Manilla, Makati, New York en Parijs. Bij de verkiezingen van 1992 deed Daza namens de Nacionalista Party zonder succes een gooi naar een zetel in de Senaat van de Filipijnen.
Daza overleed in 2013 in haar slaap op 84-jarige leeftijd. Ze was getrouwd met advocaat Gabriel Daza. Samen kregen ze vijf kinderen: Nina, Sandy, Mariles, Bong en Stella. Haar zoon Sandy Diaz werd ook chef en restaurateur. Kleindochter Isabella Diaz is een bekend actrice en televisiepresentator.